# Ruha István

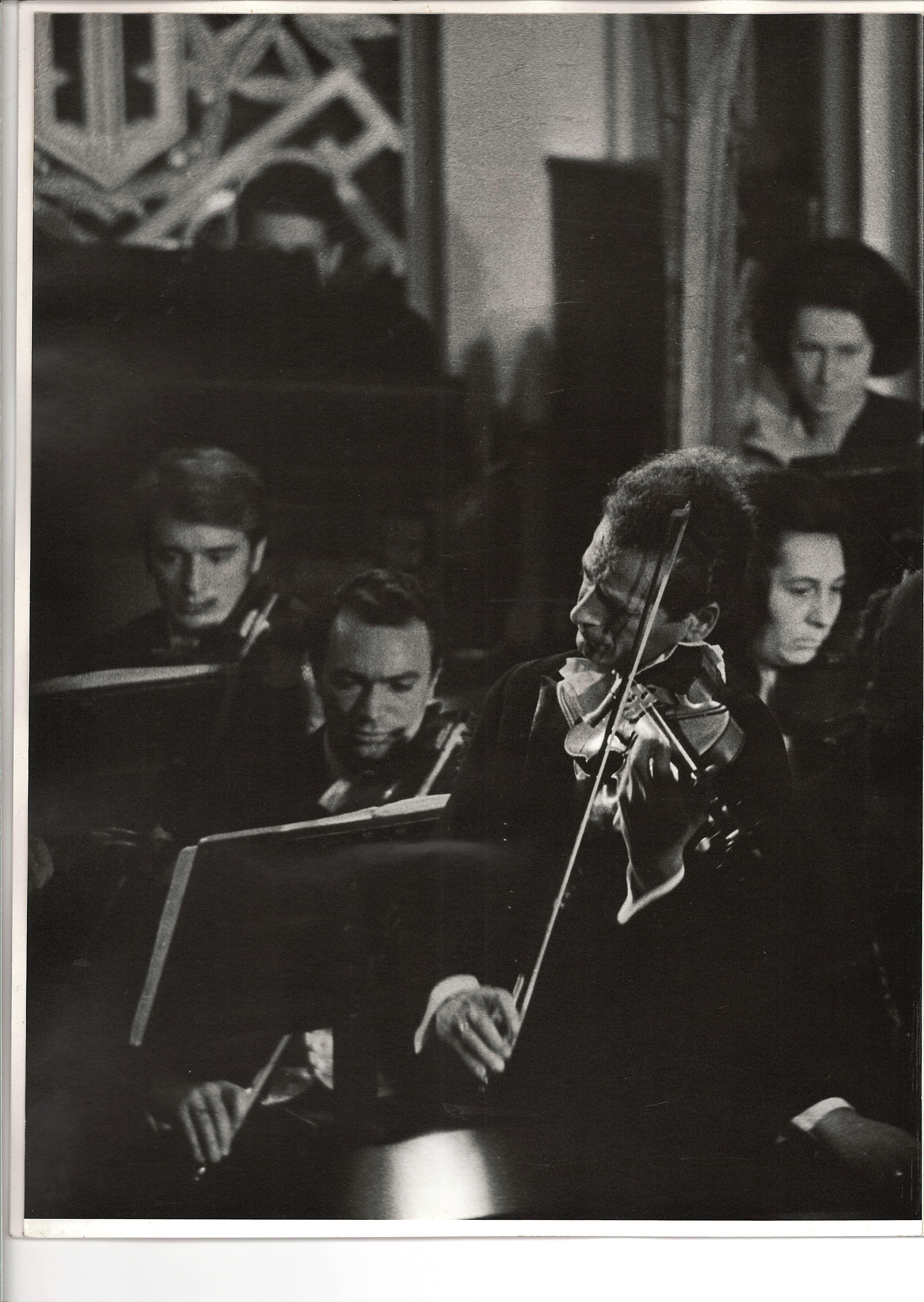
Első hegedűsként (Csomafáy Ferenc felvétele)

Ruha István (Nagykároly, 1931. augusztus 17. – Kolozsvár, 2004. szeptember 28.) romániai magyar hegedűművész, kamarazenész.

## Életpályája
Első hegedűjét négyéves korában kapta. Nagykárolyban a Hubay-tanítvány Orosz Rózsika tanítványa volt. A második világháború után a nagykárolyi piarista atyák segítségével jutott el Kolozsvárra, ahol a konzervatóriumban Balogh Ferenc tanítványa volt, aki szintén a Hubay-iskolát képviselte. Pályafutása során volt hangversenymester a Kolozsvári Magyar Operában (1949–1957), első hegedűs (1957–1958) illetve szólista (1958–) a Kolozsvári Filharmóniánál, majd tanár a kolozsvári Gheorghe Dima Zeneakadémián (1963–2003). 1964-ben megalapította a Napoca vonósnégyest. Tanítványai között voltak többek között Ágoston András, Fátyol Rudolf, ifj. Boros Mátyás és Gátai Tibor.

## Díjai
- 1958 – harmadik hely a moszkvai Csajkovszkij-versenyen
- 1958 – első hely a bukaresti Enescu-versenyen
- 1959 – második hely a párizsi Jacques Thibaud – Marguerite Long versenyen
- 1964 – Románia Érdemes művésze[2]
- 1968 – Kultúra Érdemrend
- 1968 – I. Cuza érem
- 1994 – Kolozsvár díszpolgára
- 1997 – Nagykároly díszpolgára
- 2001 – Kiváló művész